# Conspectus Hepaticarum Archipelagi Indici
Conspectus Hepaticarum Archipelagi Indici (abreviado Consp. Hepat. Arch. Ind.) es un libro con ilustraciones y descripciones botánicas que fue escrito por el briólogo austriaco Victor Félix Schiffner, especializado en el estudio de las hepáticas, y publicado en Yakarta el año 1898.